# Dorfkirche Ankershagen

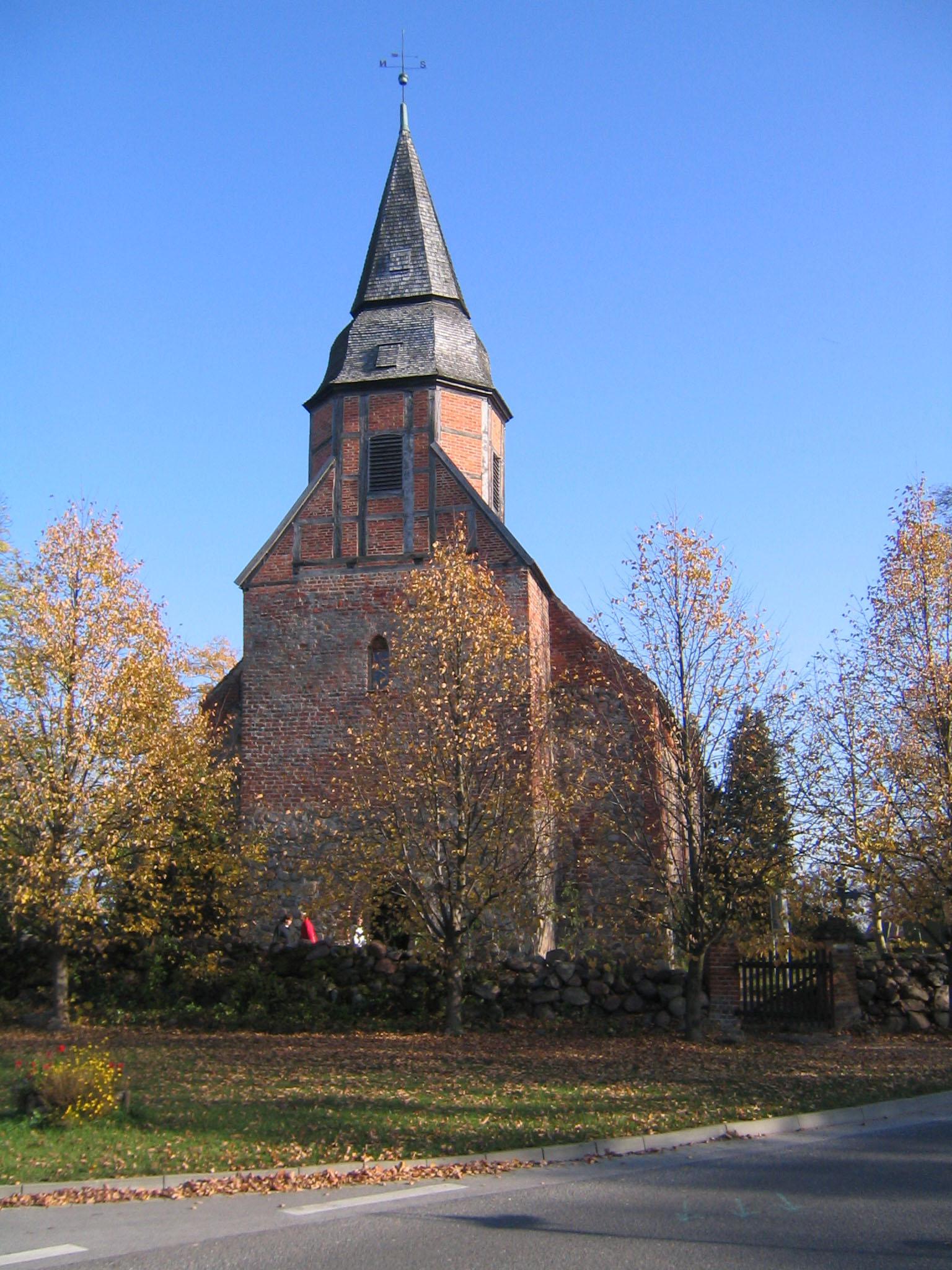
Die Dorfkirche in Ankershagen

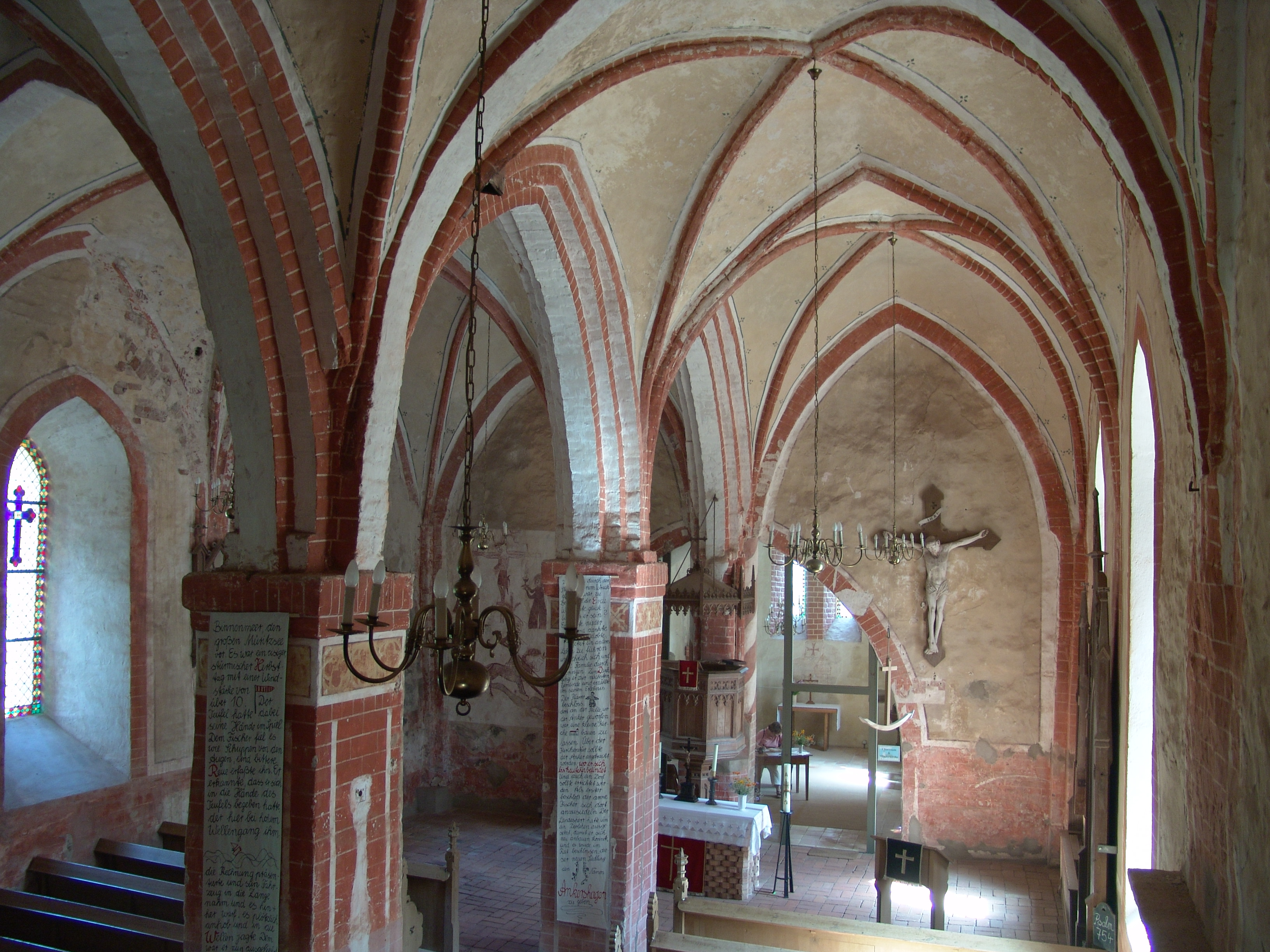
Blick auf den Altarraum

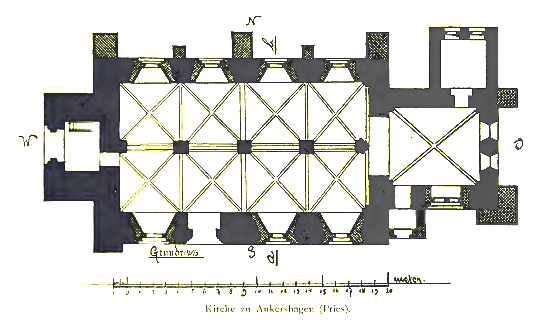
Grundriss der Dorfkirche

Die Dorfkirche Ankershagen ist ein denkmalgeschütztes Gebäude in Ankershagen, einer Gemeinde im Landkreis Mecklenburgische Seenplatte in Mecklenburg-Vorpommern. Die Kirche gehört zu den ältesten noch erhaltenen Feldsteinkirchen in Mecklenburg-Vorpommern. Sie steht inmitten eines mit einer Feldsteinmauer umgebenen Friedhofes, gegenüber dem Heinrich-Schliemann-Museum. Die Kirchengemeinde Möllenhagen-Ankershagen gehört zur Evangelisch-Lutherischen Kirche in Norddeutschland.

## Geschichte und Architektur
Das Kirchenpatronat von Ankershagen wurde als dem Kloster Broda zugehörig in einer Urkunde vom 24. April 1230 erwähnt. Die Feldsteinkirche im romanischen Stil ist sorgfältig ausgeführt, die Formteile sind aus Backstein gefertigt, die Feldsteine quadriert. Die Weihe erfolgte 1266 durch den Bischof von Havelberg, der älteste Teil des Gebäudes ist der nahezu quadratische, eingezogene Chor. Hier ruht ein Domikalgewölbe auf niedrigen Eckdiensten. Das im 15. Jahrhundert angebaute Kirchenschiff ist mit Blendgiebeln ausgestattet. Im Langhaus überspannen Kreuzgewölbe, die auf quadratischen Pfeilern ruhen, den Innenraum. Ein Triumphbogen trennt Chor und Schiff. Der Chor dient in der entsprechenden Jahreszeit als Winterkirche. Zwei wuchtige Stützpfeiler sind am Chor und am Schiff angesetzt. Markante  Fenster und Portale in Backsteingewänden gliedern die Wände. Die hohen spitzbogigen Fenster sind überwiegend rautenförmig bleiverglast. Die Schallöffnungen des querrechteckigen Westturmes mit achtseitigem Fachwerkaufsatz sind verbrettert. Der Turm stammt aus der Renaissance. Die geschwungene Haube stammt aus der zweiten Hälfte des 18. Jahrhunderts. Der kleine Backsteinanbau am Chor besitzt im Giebel Backsteinblenden und an beiden Seiten Ecktürmchen.

## Ausstattung
- Der Altar ist neugotisch gestaltet.
- Die Kanzel ist ebenso wie der Altar neugotisch gehalten.
- Ein Kruzifix mit einem Korpus aus dem 15. Jahrhundert hängt rechts neben dem Altar.
- Das einfache Gestühl wurde 1864 eingebaut.[9]
- Die Taufe aus Holz ist mit 1618 bezeichnet, sie ist reich mit Beschlagwerk verziert.[5] Die Inschrift lautet: MARCI AM LEHSTEN WOL DA GELOVET UNDE GEDOOFT WERDT, DE WIRD SALICH; WOL ÖVEEST NICH GELOVET; DE WERDT VERDOMET WERDEN[10]
- Die Orgel ist ein Werk von Friedrich Hermann Lütkemüller aus dem Jahr 1874 mit acht Registern auf einem Manual und Pedal.[11]

## Fresken
Die Gewölbemalereien im Chor zeigen Dämonen und Heilige, am östlichen Schiffspfeiler sind Reste ornamentaler Bemalung aus der zweiten Hälfte des 13. Jahrhunderts erhalten. An der östlichen Wand des Schiffes ist die Darstellung eines hl. Georg aus dem 15. Jahrhundert zu sehen, diese Malerei wurde von 1989 bis 1991 freigelegt.

## Glocken
Im Turm hängen zwei Glocken. Die kleinere Glocke aus dem Jahr 1730 goss Michael Begun aus Friedland, die von 1746 goss Otto Gerhard Meyer.

## Ansichten

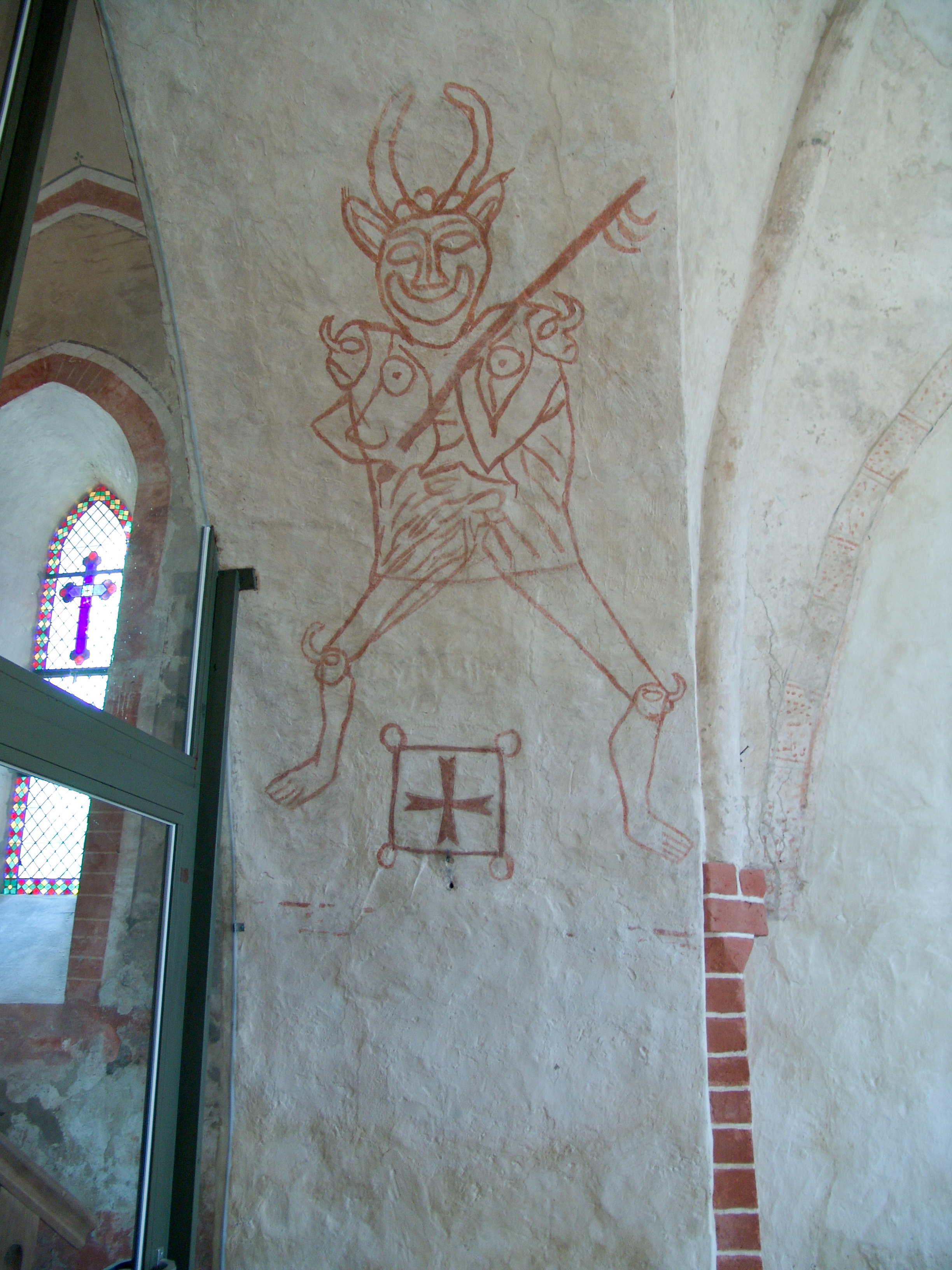
Fresko mit Darstellung einer wendischen Gottheit, die für ein Abbild des Teufels gehalten wird
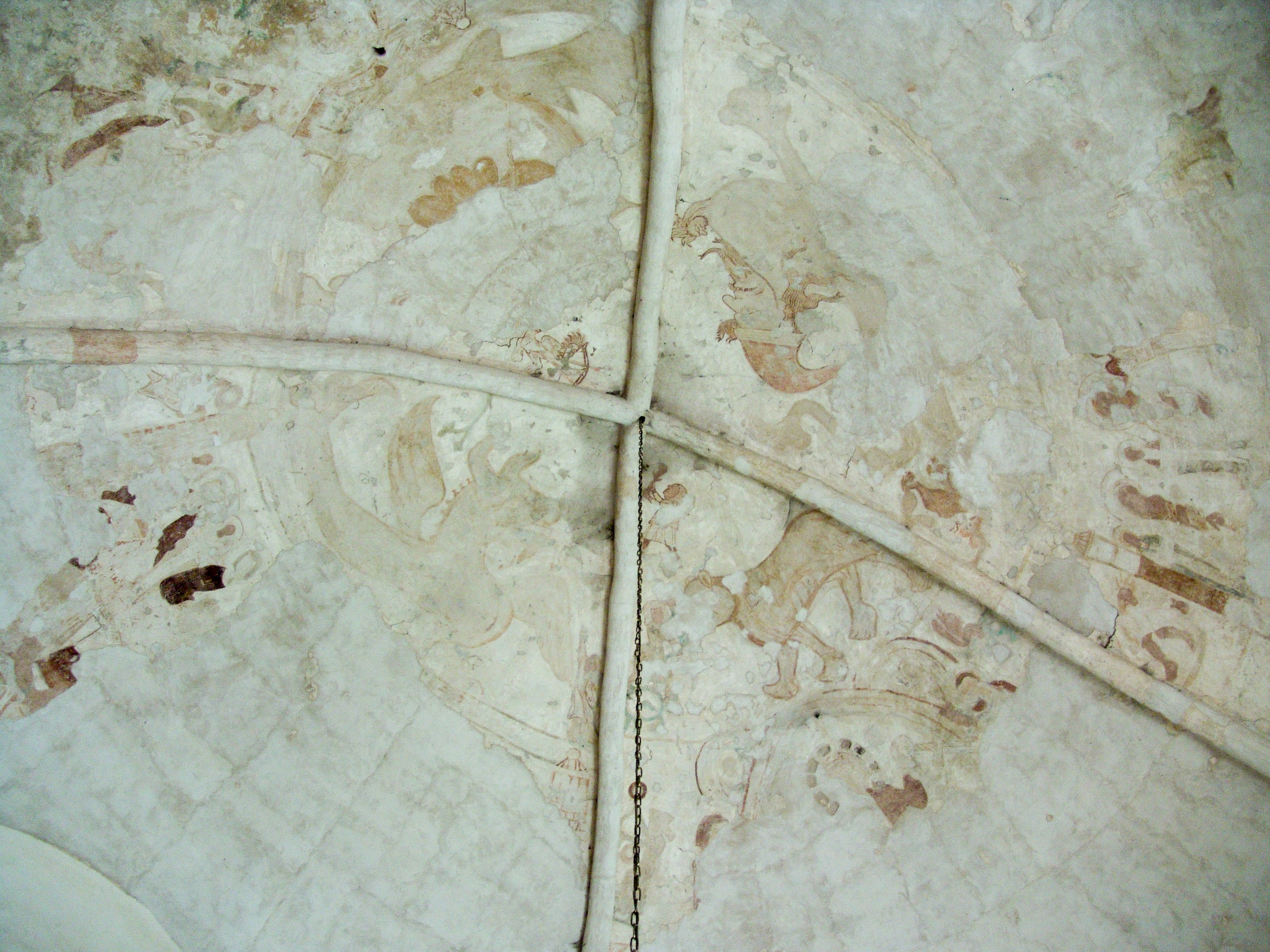
Gewölbemalereien
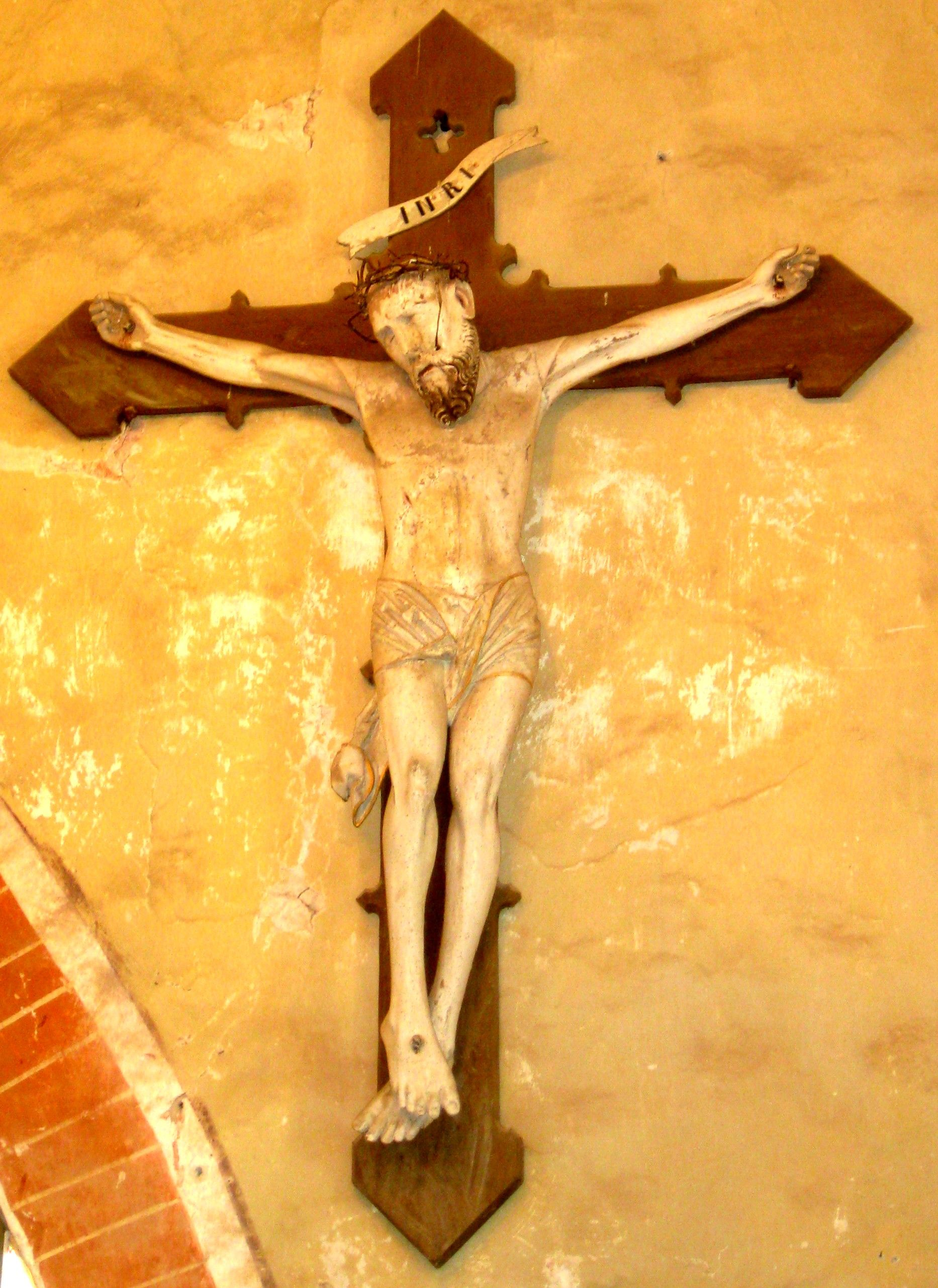
Kruzifix
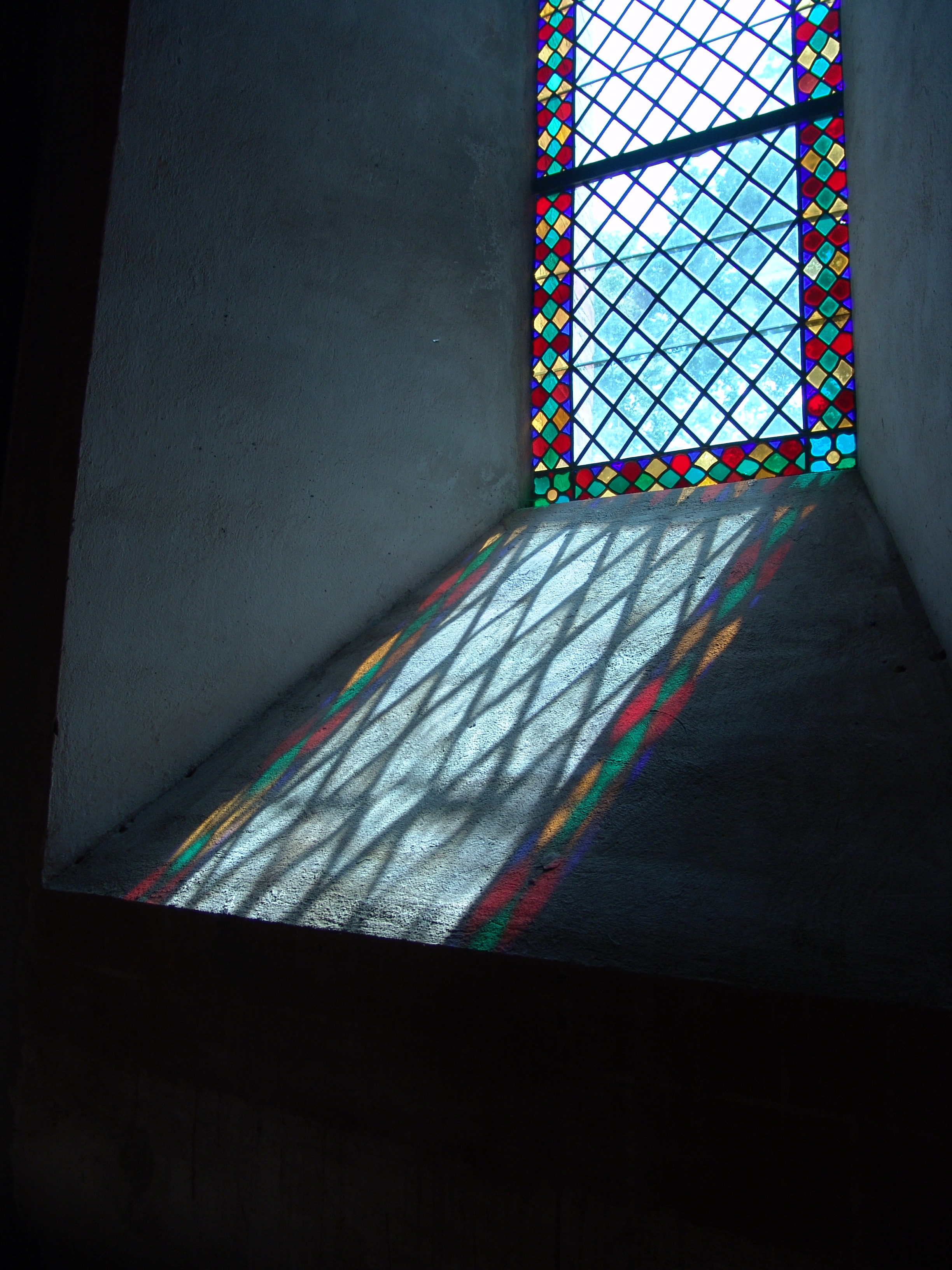
Rautenförmige Bleiverglasung
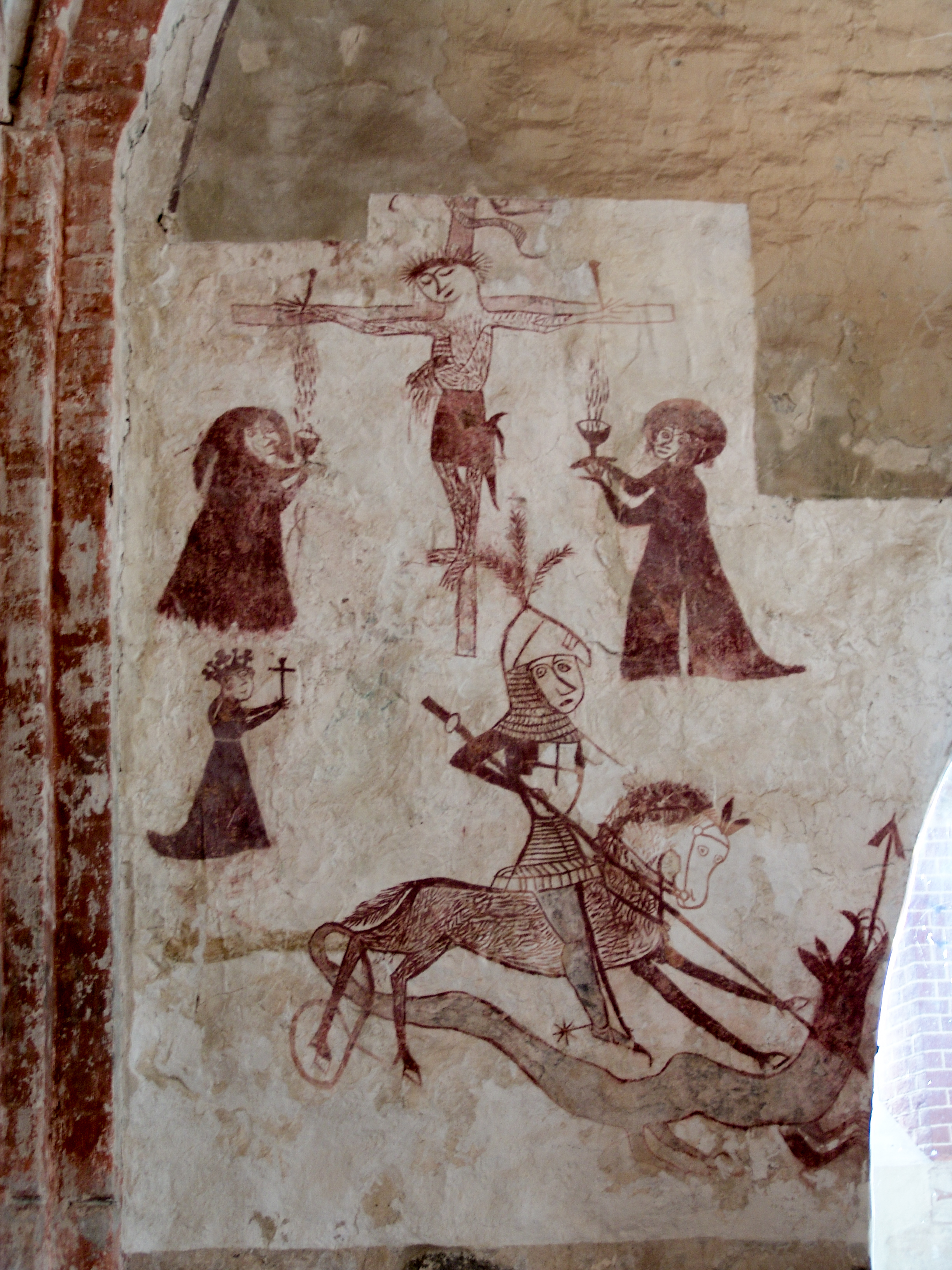
Freigelegte Wandmalereien
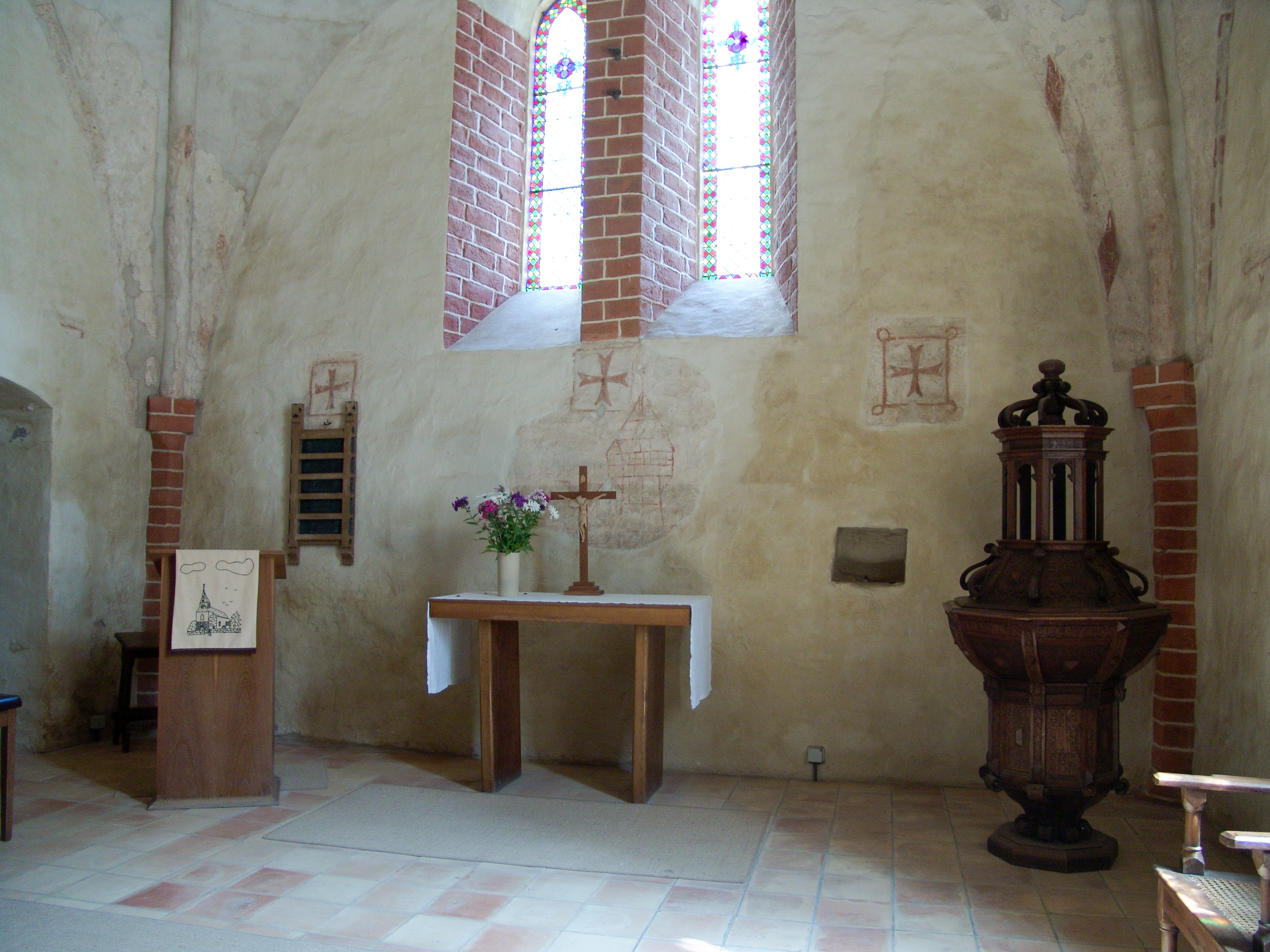
Blick auf den Altartisch und die Taufe
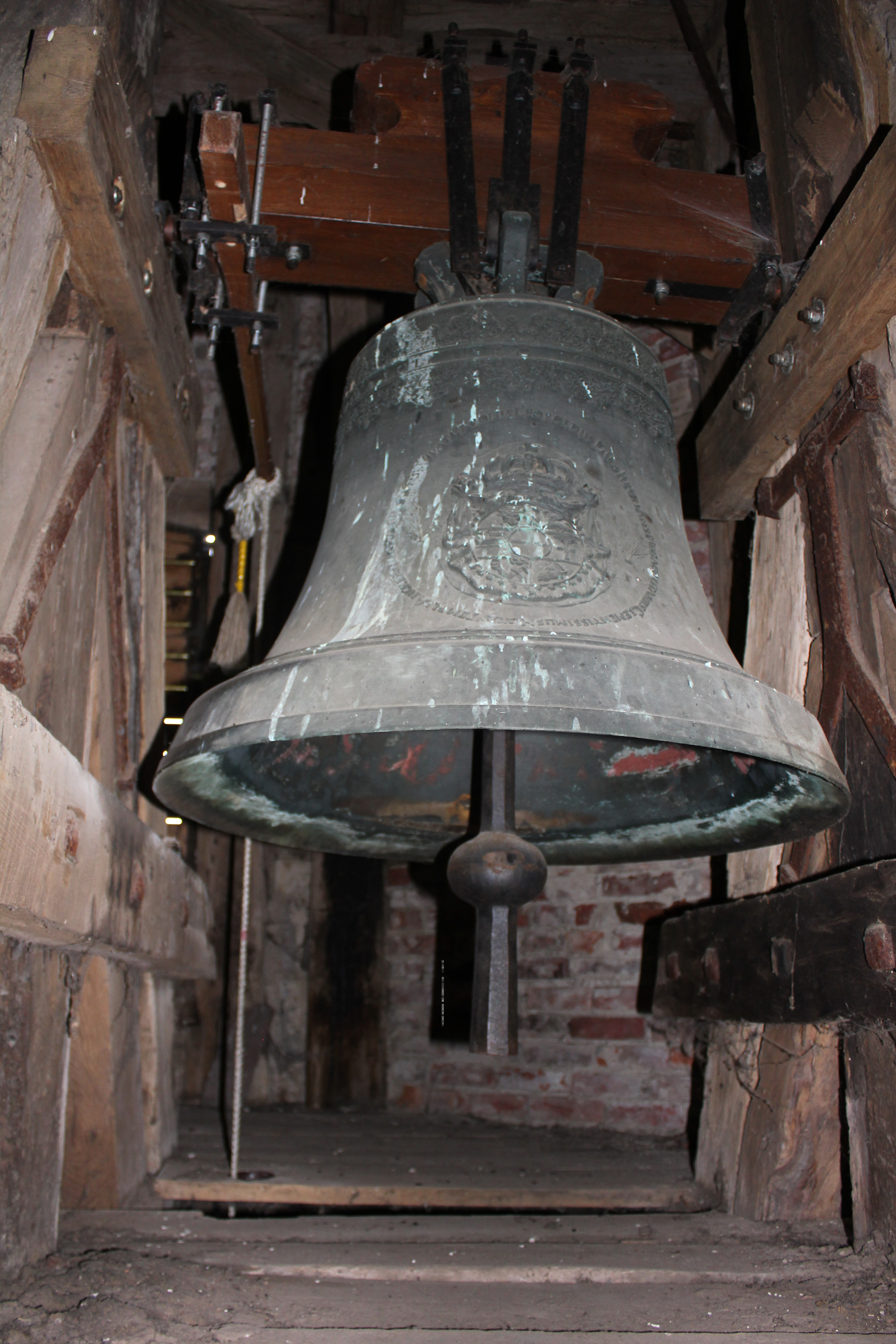
Die größere Glocke gegossen von Otto Gerhard Meyer im Jahr 1746